# Sacramentaire d'Henri II
Le Sacramentaire d'Henri II est un manuscrit enluminé réalisé pour l'empereur Henri II du Saint-Empire entre 1002 et 1014. Il est actuellement conservé à la Bibliothèque d'État de Bavière. 

## Historique
Le manuscrit a sans doute été commandé par Henri II du Saint-Empire au scriptorium de l'abbaye Saint-Emmeran de Ratisbonne entre 1002 et 1014 alors qu'il est roi de Germanie. Il s'agit d'un livre de messe à destination d'un chapitre ou d'une église inconnue. Il s'agit peut-être de la cathédrale Saint-Pierre de Ratisbonne ou bien de la chapelle de la cour de l'empereur. Le manuscrit a été conservé dans le trésor de la cathédrale de Bamberg qui a été fondée par Henri II lui-même en 1007. À la suite de la sécularisation des biens du clergé en Bavière, il est transféré vers la Bibliothèque d'État de Bavière à Munich.

## Description
Le manuscrit contient un calendrier, avec une page pour chaque mois, puis deux miniatures représentant le couronnement d'Henri II puis l'empereur assis sur son trône avec ses regalia : le sceptre, le globe et la couronne. Arrive ensuite le portrait du pape Grégoire le Grand, la crucifixion et les femmes au tombeau. Commence ensuite le sacramentaire, contenant l'ensemble des prières dites au cours de la messe. Le manuscrit contient 14 pages enluminées en totalité, 21 pages enluminés en marges et 343 lettrines ornées. Ses décorations sont inspirées du Codex Aureus de Saint-Emmeran, manuscrit carolingien conservé à Ratisbonne à l'époque.

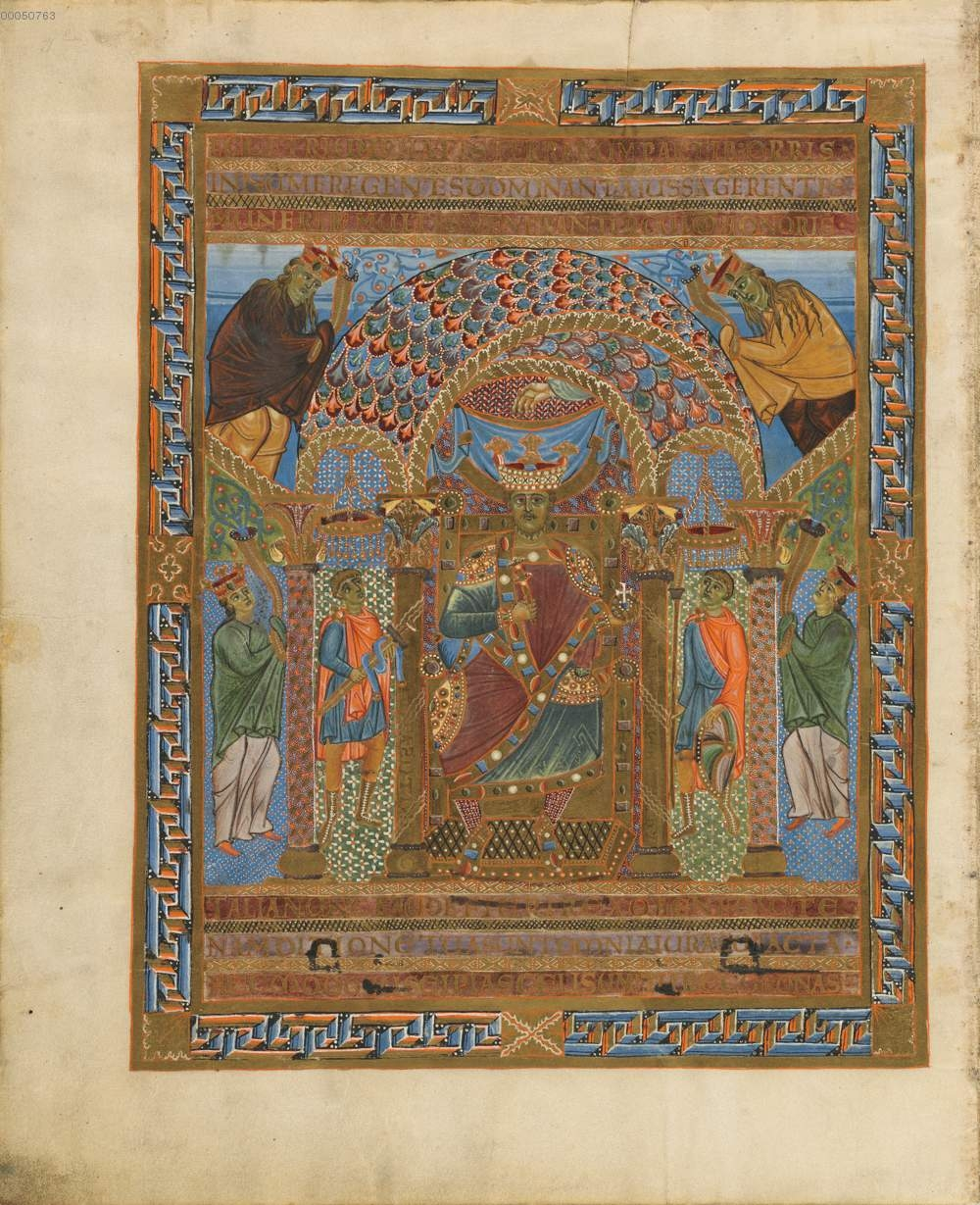
Henri II sur le trône, f.11v
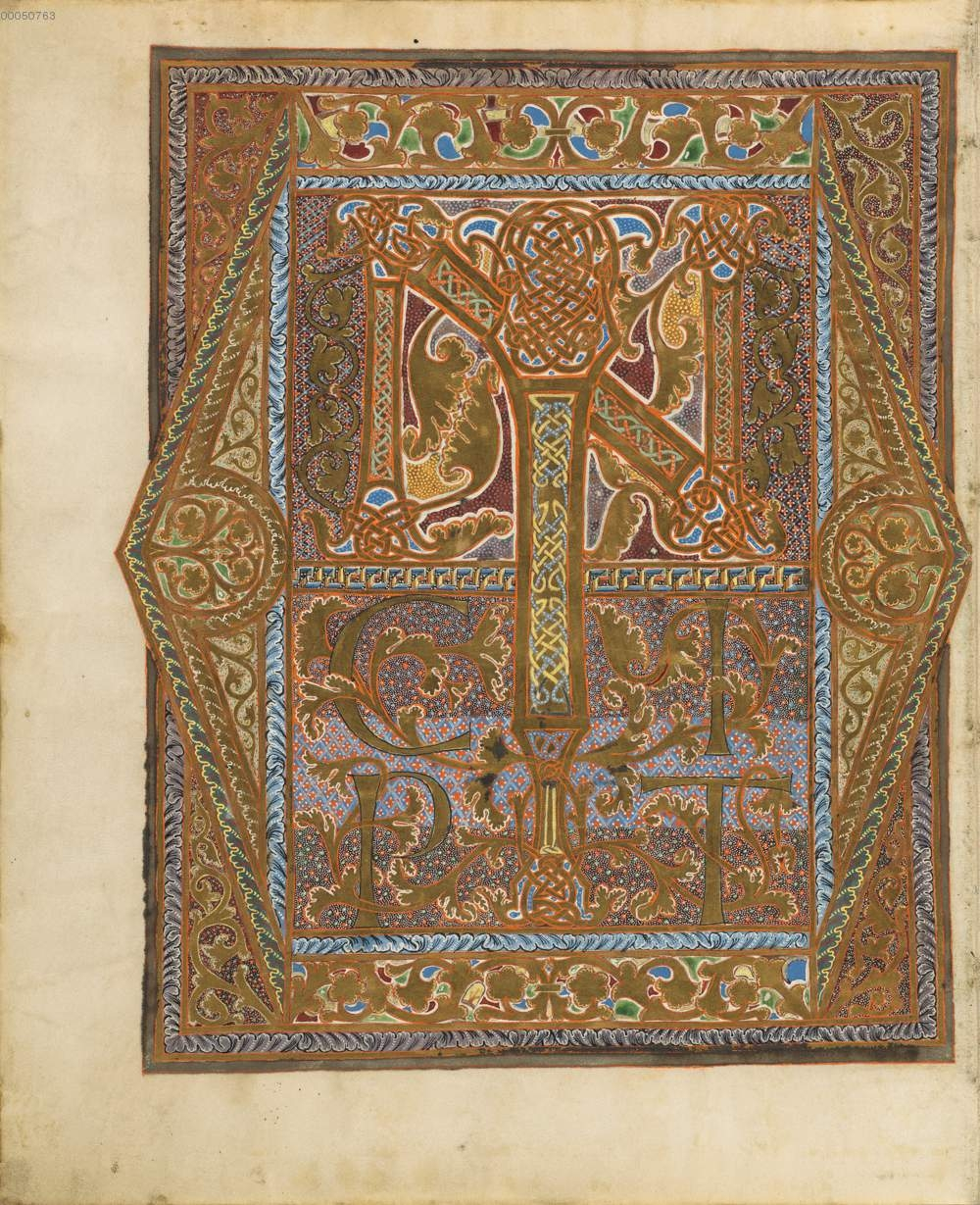
Incipit du sacramentaire